# Copyright by Luther
Copyright by Luther ist ein Dokumentarfilm des DEFA-Studios für Trickfilme von Lew Hohmann aus dem Jahr 1983.

## Handlung
Der Film beginnt mit dem Versuch einer äußerlichen Beschreibung Martin Luthers. Er hat einen hageren Körper, der gleichsam von Studien und Sorgen erschöpft ist, so dass man fast alle seine Knochen sehen kann. Er hat eine scharfe und deutliche Stimme, ist ein heiterer und scherzhafter Unterhalter, der immer ein fröhliches Gesicht zeigt. 500 Jahre später wäre er durch das Fernsehen bekannt geworden, wer machte ihn damals ohne den Bildschirm populär? Der Film versucht nachzuweisen, dass das Druckereigewerbe zur Durchsetzung reformistischer Ideen beigetragen hat.
Was ist ein Reformator? Ist das nicht ein Veränderer? Eine Veränderung zerfällt in den Zustand davor, in die Veränderung selbst und in den Zustand danach. Eine der Ursachen von Luthers Kritikpunkten waren die Ablassbriefe Johann Tetzels, in denen den Gläubigen gegen einen Geldbetrag, ein Erlass der Sündenstrafen im Fegefeuer bescheinigt werden soll. Luther formuliert seinen Protest in 95 Thesen, die er am Portal der Schlosskirche zu Wittenberg angeschlagen haben soll. Doch die erwartete Diskussion darüber, fiel wegen mangelnder Beteiligung aus, doch anschließend wurden sie mehrere Tausend Mal gedruckt und verteilt. Das war der Beginn der Reformation, denn jetzt können sie von vielen Menschen gelesen werden.
Als die von Martin Luther in die Deutsche Sprache übersetzte Bibel gedruckt wird, gibt es nur sehr wenig deutschsprachige Bücher. Mit der Entwicklung der Druckkunst, können diese Bücher aber immer preiswerter hergestellt werden. Selbst die Bauern sind in der Lage sich diese Bücher, durch Bezahlung mit Naturalien, zu leisten. Da sie nicht lesen können, bestellen sie sich einen Vorleser. Besonders die Texte Martin Luthers, so auch die Bibel, verkaufen sich schnell in großer Stückzahl. Die Druckereibetriebe kaufen die Texte auf dem Markt, vervielfältigen diese ohne Zustimmung des Autors und bringen sie in den Handel. Die Anzahl der gedruckten Auflagen wird durch die Nachfrage gesteuert, Honorarzahlungen sind nicht üblich. Zu Luthers Lebzeiten werden etwa drei Millionen Exemplare seiner Schriften gedruckt. Trotz des Verbotes, seine Werke zu drucken, finden sich immer noch 350 Drucker, die dieses Verbot umgehen und somit zur Verbreitung der Reformation beitragen.

## Produktion
Der Film wurde als Animationsfilm, mit eingefügten Ausschnitten aus dem DEFA-Film Martin Luther, gestaltet. Die Uraufführung des, unter dem Arbeitstitel Luther und die Buchdrucker, auf ORWO-Color gedrehten Films fand am 7. Oktober 1983 statt. Anlässlich des 6. Nationalen Festivals des Dokumentar- und Kurzfilmes der DDR für Kino und Fernsehen vom 10. bis 13. Oktober 1983 wurde der Film in Neubrandenburg aufgeführt. Am 21. November 1983 wurde er auf der Internationalen Leipziger Dokumentar- und Kurzfilmwoche für Kino und Fernsehen aufgeführt.
Die Dramaturgie lag in den Händen von Marion Rasche, die Co-Regie und Gestaltung kam von Klaus Schollbach und für die Animation war Ina Rarisch verantwortlich.

## Kritik
Horst Knietzsch schreibt im Neuen Deutschland, dass der Film zum Nachdenken über die Zusammenhänge, die zwischen der Druckerkunst und der Verbreitung von Ideen der Reformation bestanden, anregt.

## Auszeichnungen
- 1983: 26. Internationale Leipziger Dokumentar- und Kurzfilmwoche für Kino und Fernsehen: Ehrende Anerkennung durch die FIPRESCI-Jury.[4]